# 위성락
위성락(魏聖洛, 1954년 9월 14일~)은 대한민국의 외교관이다. 주러시아 대한민국 대사, 한반도평화교섭본부장을 맡았으며, 더불어민주당 소속 제22대 국회의원으로 활동하다가 2025년 이재명 정부 첫 국가안보실장으로 임명되었다.

## 생애

### 대한민국의 외교관
외교부의 대표적 '북미·북핵통'이자 러시아 업무로 능숙한 러시아통이기도 하다.
미국 몬터레이 군사언어연구소에서 러시아어를 연수하고 주러 대사관에서 1등서기관으로 근무한데 이어 본부에서 러시아 담당 동구과장을 역임했다. 한·소 수교의 물꼬를 튼 1989년 11월 영사처 설치 협상과정에서 실무적으로 참여, 협상 진전을 이끌어냈다.
제2차 북핵위기가 발발한 2003년 북미국장으로서 북핵 업무를 담당했다. 북미국장 재임 당시 노무현 정부 시절 대통령 폄하 발언 투서사건이 발생하였다. 당시 조현동 북미3과장이 노무현 대통령에 대한 지속적인 폄하 발언을 한다는 내용의 투서를 청와대가 받아서 외교부 내 자주파와 동맹파의 갈등으로 보여지기도 하였다.  이러한 일로 관련자로서 책임을 지면서 국가안전보장회의 정책조정실로 파견을 나가기도 하였다.
2009년 3월부터 한반도평화교섭본부장으로 북핵 문제를 지휘했다. 천안함·연평도 사건 이후 공전하던 비핵화 대화가 재개될 때 남북대화→북미대화→6자회담이라는 3단계 접근법을 마련해 주변국과 조율하기도 했다. 이 접근법에 따라 남북은 2011년 7월 6자회담이 열리지 않는 기간 사상 최초로 비핵화 회담을 개최하기도 했다. 그러나 6자회담이 재개되지 않으면서 재임 기간인 2년 6개월간 공식 6자회담에는 한차례도 참석하지 못했다.
2011년 11월 주러시아 대사로 부임했다. 차분하고 섬세한 성품이지만 한번 세워진 원칙은 소신과 강단을 갖고 밀어붙이는 전략가라는 평을 받고 있다. 2011년부터 2015년까지 이명박 정부 및 박근혜 정부의 러시아 대사직을 수행하였다.

### 국회의원
2024년 총선에 더불어민주연합 비례대표를 신청하였으며, 당선권인 2번을 부여받았다. 2024년 4월 11일, 비례대표 국회의원으로 당선되었다.

## 학력
- 남성고등학교 졸업
- 서울대학교 사회과학대학 외교학 학사

## 경력
- 2025년 6월~: 대통령직속 국가안전보장회의 상임위원장
- 2025년 6월~: 제9대 국가안보실장
- 2025년 2월~2025년 6월: 더불어민주당 동북아평화협력특별위원회 위원장
- 2024년 10월~2025년 6월: 더불어민주당 이재명 대표 외교안보특보단장
- 2024년 4월 10일 대한민국 제22대 국회의원 선거 당선(비례대표, 더불어민주연합, 초선)
- 한반도 평화 만들기 이사 겸 사무총장
- 아산정책연구원 이사회 이사
- 2011년 11월~2015년 5월 주 러시아 대사
- 2009. 2.~2011 외교통상부 한반도평화교섭본부 본부장
- 2008. 3. 외교통상부 장관 특별보좌관
- 2007. 9. 중앙대학교 외교학 겸임교수
- 2004 주미국대사관 정무공사
- 2004~2004 국가안전보장회의 정책조정실 정책조정관
- 2003~2004 외교통상부 북미국 국장
- 2003~2003 노무현 대통령직인수위원회 외교통일안보분과위원회 행정관
- 2002~2003 외교통상부 장관보좌관
- 1999. 7. 주미국대사관 참사관
- 1996. 2. 외무부 동구과 과장
- 1997 대통령비서실 외교안보수석실 행정관
- 1993. 6. 주러시아 대사관 1등 서기관
- 1981. 6. 주제네바대사관 1등 서기관
- 1979. 7. 주자메이카대사관 2등 서기관
- 1979. 5. 제13회 외무고시 합격

### 의정 활동
- 2024년 5월 30일~2025년 6월 4일: 제22대 국회의원(비례대표, 더불어민주당, 초선)[A]
  - 2024년 6월~2025년 6월: 제22대 국회 전반기 외교통일위원회 위원
  - 2024년 6월~2025년 6월: 제22대 국회 전반기 정보위원회 위원

## 수상
- 1990년 대통령표창
- 1995년 외무부장관표창

## 가족
화가인 부인 김상학 사이에 2남을 두고 있다.

## 역대 선거 결과
| 실시년도 | 선거   | 대수 | 직책     | 선거구   | 정당           | 득표수      | 득표율          | 순위         | 당락 | 비고 |
| -------- | ------ | ---- | -------- | -------- | -------------- | ----------- | --------------- | ------------ | ---- | ---- |
| 2024년   | 총선   | 22대 | 국회의원 | 비례대표 | 더불어민주연합 | 7,567,459표 | \| \| 26.69% \| | 비례대표 2번 |      | 초선 |
|          | 26.69% |      |          |          |                |             |                 |              |      |      |

## 소속 정당
| 소속 정당 | 소속 정당      | 소속 기간 | 비고      |
| --------- | -------------- | --------- | --------- |
|           | 더불어민주연합 | 2024      | 정계 입문 |
|           | 더불어민주당   | 2024~2025 | 합당      |
|           | 무소속         | 2025~현재 | 탈당      |

## 같이 보기
- 한반도평화교섭본부장
- 주러대사
- 대한민국의 국가안보실장
- 대한민국 제22대 국회의원 선거 더불어민주연합 후보 목록#비례대표